# Félix Couchoro
Félix Couchoro, né le 30 janvier 1900 à Ouidah au Bénin et mort le 5 avril 1968 à Lomé au Togo, est un écrivain togolais.
Il étudia dans une mission catholique et fut professeur d'une école catholique. De plus, il fut éditeur de différentes publications.

## Œuvres
- L'Esclave, 1929[3]
- Amour de féticheuse, 1941[4]
- Drama d'amour à Anecho, 1950[5]
- L'Héritage, cette peste, 1963[6]